# 天主教桑德贝教区
天主教桑德貝教區（拉丁語：Diocesi Sinus Tonitralis）是加拿大一個羅馬天主教教區，屬多倫多總教區。
1952年4月29日設威廉堡教區，1970年2月26日易名至今。
教區範圍包括安大略西北部。2010年有教友77,800人、四十三個堂區、卅九名司鐸。現任教區主教為弗雷德里克·柯里爾。